# Собор Божией Матери Милосердия (Котону)

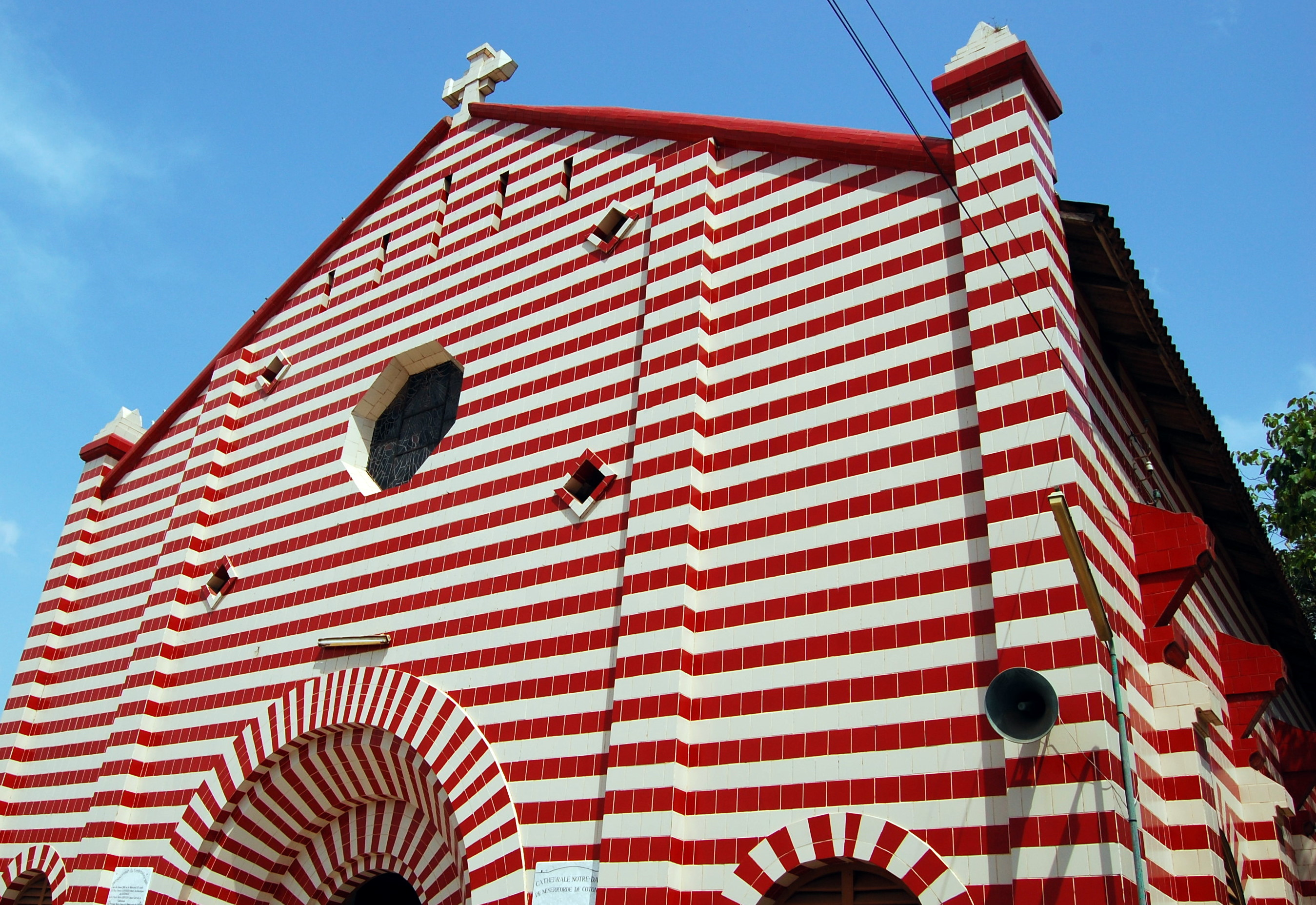
Собор Божией Матери Милосердия, Котону, Бенин

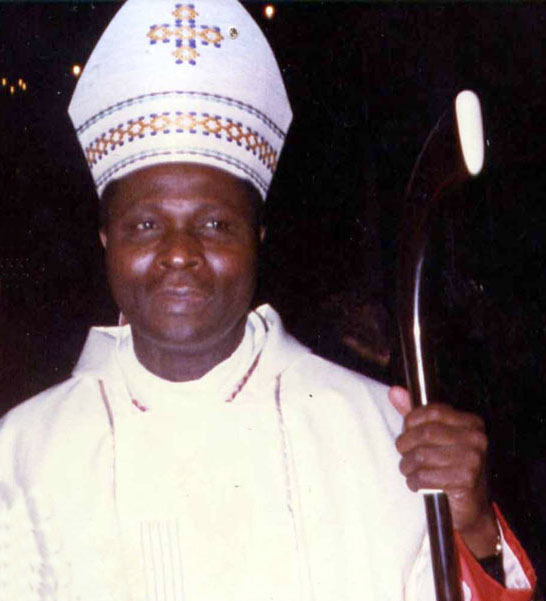
Кардинал Бернарден Гантен

Собор Божией Матери Милосердия (фр.  Cathédrale Notre-Dame-de-Miséricorde) – католическая церковь, находящаяся в Котону, Бенин. Церковь Божией Матери Милосердия является кафедральным собором архиепархии Котону.

## История
В 1955 году после образования архиепархии Котону церковь Божией Матери Милосердия стала кафедральным собором епархии. Церковь известна своей бело-красной полосатой архитектурой. 
Настоятелем собора с 1960 по 1971 годы был архиепископ Бернарден Гантен (умер в 2008 году). Бернарден Гантен был деканом Коллегии Кардиналов (5.06.1993 - 30.11.2002) и префектом Конгрегации по делам епископов (8.04.1984 - 25.06.1998). 

## Ссылки

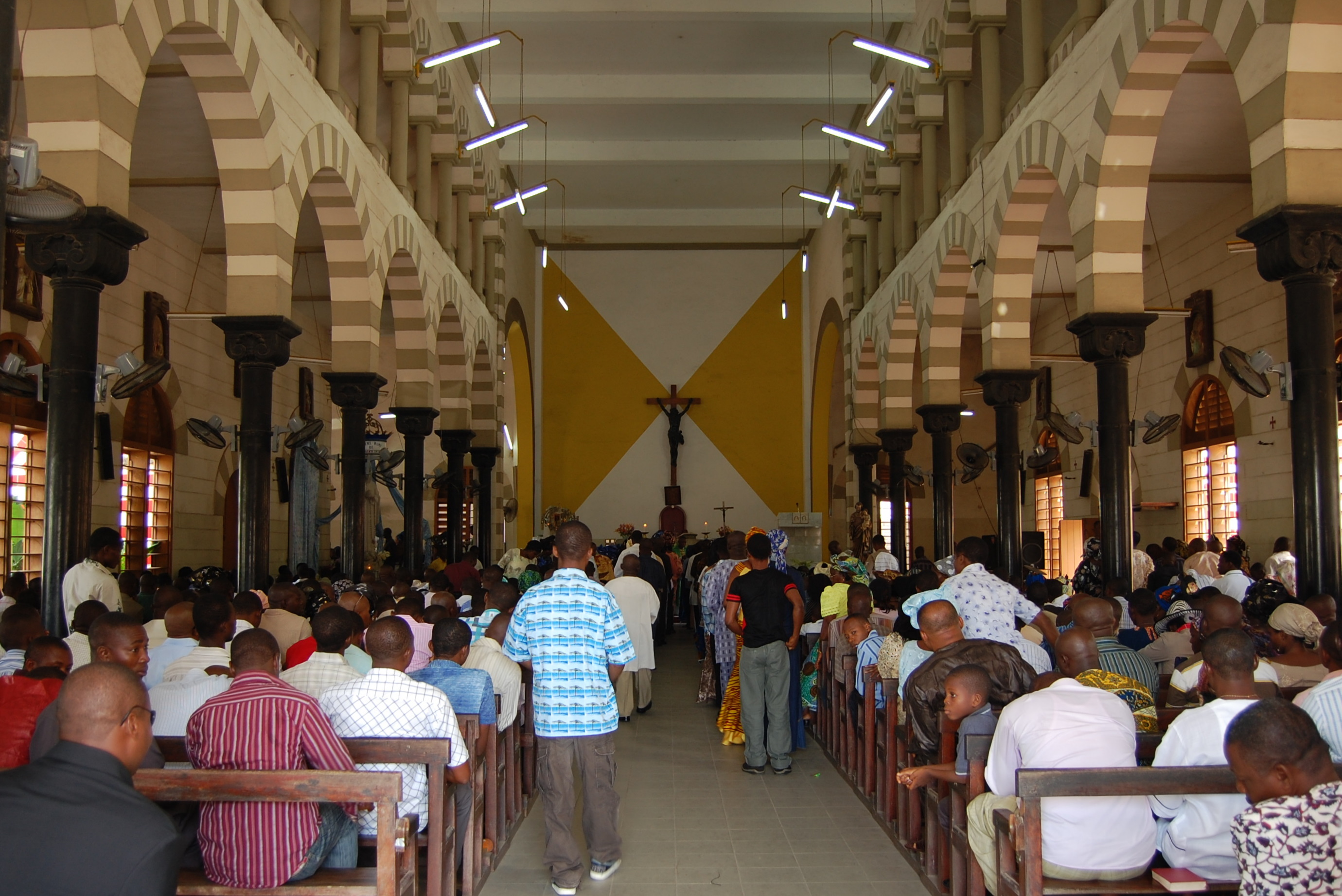
Интерьер храма